# باران پیش از موسمی
باران پیش از موسمی (به هندی: Mungaru Male) و (به انگلیسی: Pre-monsoon rain) فیلمی هندی محصول سال ۲۰۰۶ و به کارگردانی یوگراج بات است. در این فیلم بازیگرانی همچون گانش و پوجا گاندی ایفای نقش کرده‌اند.